# HD 143183
HD 143183 är en ensam stjärna belägen i den mellersta delen av stjärnbilden Vinkelhaken som också har variabelbeteckningen V558 Normae. Den har en skenbar magnitud av ca 7,3 – 8,6 och kräver åtminstone en stark handkikare eller ett mindre teleskop för att kunna observeras. Baserat på parallax enligt Gaia Data Release 2 på ca 0,56 mas, beräknas den befinna sig på ett avstånd på ca 6 850 ljusår (ca 2 100 parsek) från solen. Den rör sig närmare solen med en heliocentrisk radialhastighet på ca -40 km/s och ingår i Norma OB1-föreningen, på ett avstånd av ca 2 000 pc.

## Egenskaper
HD 143183 är en röd till orange superjättestjärna av spektralklass M3 Ia. Den har en massa som är ca 20 solmassor, en radie som är ca 1 150 solradier och har ca 167 000 gånger solens utstrålning av energi från dess fotosfär vid en effektiv temperatur av ca 3 500 K.

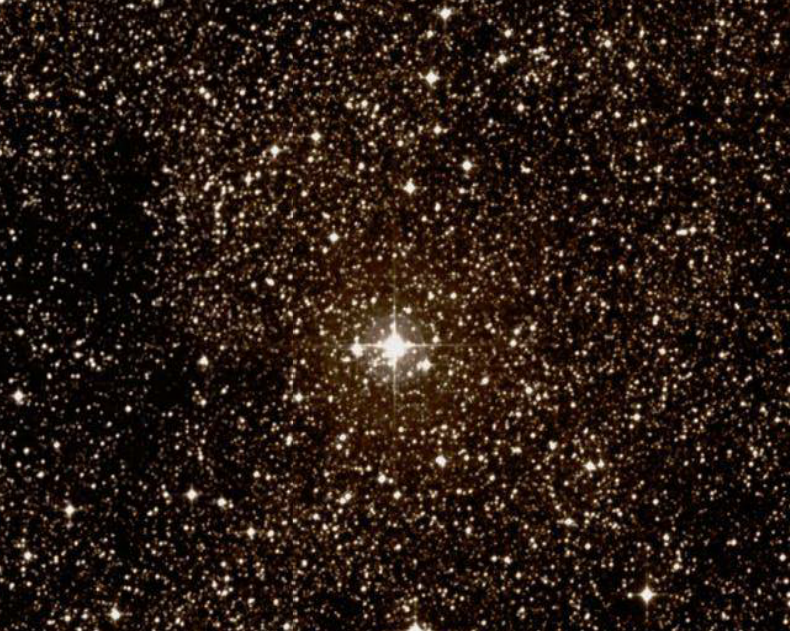
HD 143183 (ljusaste stjärnan I bilden) fotograferad vid Rutherfurd Observatory

HD 143183 är en av de starkast lysande röda superjättarna och är också en av de största stjärnorna med en radie mer än tusen gånger solens. Äldre studier beräknade ofta högre luminositet och radie. Den har en beräknad massförlust av 5×10−5 solmassor per år och har tidigare beskrivits som en kall hyperjätte.  Den är omgiven av ett dussin tidiga stjärnor och en omkretsande nebulosa med en utsträckning av 0,39 ljusår.
HD 143183 är möjligen en spektroskopisk dubbelstjärna med en följeslagare av spektralklass OB+,  men detta anses tveksamt. Den ligger ungefär 1 bågminut från den ljusstarka jätten, CD-53 6363, av spektraltyp O och av 10:e magnituden, den näst ljusstarka stjärnan i hopen.